# Salvador Sedó i Alabart

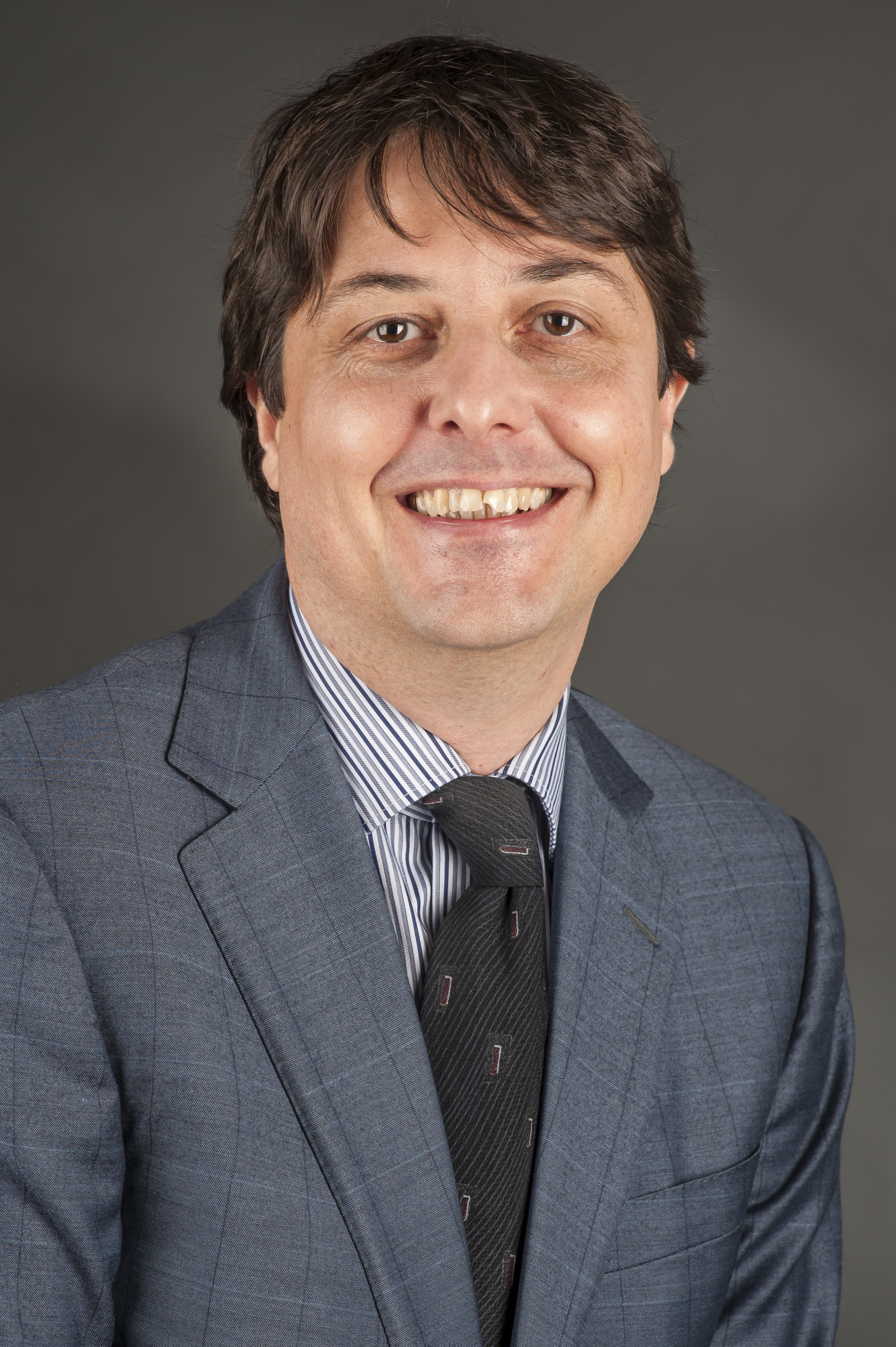
Salvador Selo i Alabarta (2014)

Salvador Sedó i Alabart (* 3. April 1969 in Reus) ist ein spanischer Politiker der Unió Democràtica de Catalunya.

## Leben
Alabart ist am 1. Dezember 2011 in das Europäische Parlament bei der Erweiterung des Parlamentes nachgerückt.